# 정글 스토리 (사운드트랙)
《정글 스토리》는 윤도현, 김창완 등이 출연한 김홍준 감독의 1996년작 영화 《정글 스토리》의 사운드트랙이다. 산울림의 리메이크곡과 김동률의 피아노곡을 제외한 거의 모든 곡의 작곡과 프로듀서를 신해철이 맡아 신해철의 솔로 작품으로도 불린다.

## 주요 곡 소개
곡 내용은 1996년 신해철의 인터뷰에서 발췌하였다.
- 〈내 마음은 황무지〉 - 1978년 발매된 산울림 3집 수록곡으로, 신해철은 영화를 위해 이 곡을 리메이크 하면서, 황무지의 이미지를 떠올리면서 "70년대 선배가 본 황무지는 허허벌판이었다면, 지금은 우리가 사는 도시가 황무지라 생각한다"라며 이를 표현하기 위해 인더스트리얼 록 장르를 사용했다.
- 〈70년대에 바침〉 - 1979년에 일어났던 10·26 사건으로 인한 박정희 전 대통령의 사망소식을 알리는 방송으로 시작하는 이 곡은 가사에서 야간 통행금지, 장발 단속 등 당시 상황들을 묘사했으며, 말미에는 전두환 전 대통령의 대통령 후보 수락 연설로 끝을 맺는다.

## 수록곡
| #             | 제목                                                         | 작사·작곡     | 편곡           | 재생 시간 |
| ------------- | ------------------------------------------------------------ | ------------- | -------------- | --------- |
| 1.            | 〈Main theme from Jungle Story - Part 1〉                    |               | 김동률, 신해철 | 5:11      |
| 2.            | 〈내 마음은 황무지〉                                         |               | 신해철         | 5:50      |
| 3.            | 〈절망에 관하여〉                                            | 신해철        | 신해철         | 5:35      |
| 4.            | 〈Main theme from Jungle Story - Part 2〉                    |               | 김동률         | 2:28      |
| 5.            | 〈백수가〉 (白手歌)                                          | 신해철        | 신해철         | 4:16      |
| 6.            | 〈아주 가끔은〉 (CHORUS RAP : 정여진, 류금덕)                | 신해철        | 신해철         | 4:08      |
| 7.            | 〈Jungle Strut〉                                             |               | 신해철         | 5:00      |
| 8.            | 〈70년대에 바침〉                                            | 신해철        | 신해철         | 6:41      |
| 9.            | 〈그저 걷고 있는거지 - Main theme from Jungle Story Part 3〉 |               | 김동률, 신해철 | 5:15      |
| 총 재생 시간: | 총 재생 시간:                                                | 총 재생 시간: | 총 재생 시간:  | 44:16     |

## 참여
이 목록은 해당 앨범의 부클릿 〈staff〉목록에서 발췌하였다.
| - 신해철 - 프로듀서, 보컬(2~9, 트랙 4 제외), 지휘자(1, 9), 랩(6), 작사·작곡(트랙 2, 4 제외)·편곡, 코러스(2, 5, 7, 8), 기타(2, 5~8), 베이스 기타(3, 5, 6, 8), 무그 베이스(2, 7), 건반(2, 3, 7), 신시사이저, 오르간(3, 8), 컴퓨터 프로그래밍(2, 7) 세션 - 김동률 - 공동 프로듀서(1, 4, 9), 현악 편곡(1, 9), 피아노(3, 4, 7, 8) - 김세황 - 리드(전기 기타)&리듬 기타(1, 3, 9) - 이수용 - 드럼(1, 3, 5, 8, 9) - 이정식 - 섹소폰(6), 플루트(2) - 정여진, 류금덕 - 랩(6) - 김건수(Poker Face) - 어쿠스틱 기타 (8) - 김정호 - 현악 코디네이션(1) - 김정호, 김예훈, 서빛나, 송현, 김현남, 정자희 - 바이올린(1, 9) - 최서완, 장준호, 홍석주, 김태리, 박미영 - 바이올린(1, 9) - 임수현, 신덕주, 홍수정, 김현지 - 비올라(1, 9) - 성승한, 정미경, 연금영, 김연정 - 첼로(1, 9) - 강석훈 - 합창 코디네이션(3) - 서정아, 김은정, 안성민 - 소프라노(3) - 이현종, 남성원 - 테너(3) - 조성희, 이형탁 - 베이스(1, 9) | 스탭 - 김유성 - 공동 프로듀서(2, 3, 5~8) - 김경남(Revolution No.9) - 이그제큐티브 프로듀서 - Mick "Grand Master" Glossop - 믹싱, 마스터링 - 유니버설 스튜디오 - 녹음·믹싱 스튜디오 - 이유억 - 녹음 - 김지연, 김은석, 홍성호(한국음반) - 보조 기술 - Metropolis Mastering 스튜디오(런던) - 마스터링 스튜디오 - Ian Cooper - 마스터링 - 전상일 - 아트 디렉터, 컴퓨터 그래픽, 디자인 - 고영준, 권도형 - 사진 - 정환 - 모델링 - 유지원 - 코디네이터, 메이크 업 - 명진문화인쇄 - 인쇄 |